# Corrado Grabbi
Corrado Grabbi (Torino, 29 luglio 1975) è un allenatore di calcio ed ex calciatore italiano, di ruolo attaccante, Technical Advisor del settore giovanile della Juventus.

## Biografia
Soprannominato "Ciccio" fin da piccolo, è nipote di Giuseppe Grabbi, mediano della Juventus degli anni 1920, a sua volta vincitore di un titolo nazionale nella stagione 1925-1926; anche il padre, Luigi, ha giocato nelle giovanili del club bianconero, fino ad arrivare alla Primavera, mentre il figlio Edoardo ha effettuato la trafila nel vivaio del club torinese, fino ai Giovanissimi. È cresciuto a pochi passi dallo stadio Comunale di Torino, dove si allenava all'epoca la Juventus: una volta arrivato nelle giovanili della squadra bianconera, da centrocampista fu spostato subito al reparto più avanzato.
In giovane età Grabbi non supera l'esame di maturità e si definisce un «geometra mancato».

## Caratteristiche tecniche

### Giocatore
Emerso agli esordi come un centravanti molto dotato sia fisicamente sia tecnicamente, ciò nonostante numerosi infortuni ne hanno fortemente minato la carriera, costringendolo dapprima a ciclici stop e infine a un precoce ritiro dall'attività agonistica.

## Carriera

### Giocatore

#### Gli inizi alla Juventus, prestiti vari
Dopo esser cresciuto nelle giovanili della Juventus, dov'era anche capitano, per la stagione 1993-1994 passò in prestito allo Sparta Novara, tra i dilettanti. Per l'annata seguente tornò alla Juventus, dove fece la spola tra le giovanili di Antonello Cuccureddu, con cui vinse la Coppa Italia Primavera, e la prima squadra di Marcello Lippi, con cui esordì in Serie A l'11 dicembre dello stesso anno, nella gara dell'Olimpico di Roma contro la Lazio vinta 4-3 dai bianconeri, realizzando nell'occasione il suo primo e unico gol in maglia bianconera; cinque giorni prima aveva già fatto il suo debutto assoluto in campo europeo, nella gara di Coppa UEFA contro gli austriaci dell'Admira/Wacker. Al termine della stagione 1994-1995, pur da comprimario poté fregiarsi delle vittorie bianconere in Serie A e in Coppa Italia, che rimarranno gli unici trofei della sua carriera professionistica.

Grabbi con la squadra Primavera della Juventus nella stagione 1994-1995

L'anno successivo venne mandato in prestito prima alla Lucchese, dove stentò a segnare (1 gol in 8 partite) e poi, da novembre, al Chievo, in entrambi i casi in Serie B: anche a Verona non riuiscì a segnare con continuità, realizzando solo 2 gol in 18 sfide di campionato. Nel 1996 passò poi al Modena, compagine di Serie C con cui siglò 30 gol in 58 partite. Come emerso dalla sua testimonianza contro Luciano Moggi e suo figlio Alessandro nell'ambito del processo Gea World, nel 1997 Grabbi si sarebbe dovuto trasferire al Prato ma, di fronte al rifiuto del giocatore, l'ex dirigente della Juventus gli rispose: «dovresti giocare nel giardino di casa tua»; Secondo lo stesso Grabbi, «hanno cercato di distruggermi, in Italia, altrimenti non si spiegherebbe perché stavo in retrovia nel Modena in Serie C e [dopo qualche anno, ndr] il Blackburn ha investito su di me 22 miliardi di vecchie lire».

#### Ternana
Le prestazioni offerte nel biennio in Emilia convinsero la Ternana ad acquistarlo nel luglio del 1998. Durante il periodo in Umbria uscì illeso da un incidente d'auto sul raccordo autostradale Terni-Orte. Nella prima stagione con la squadra umbra fu frenato da una rara malattia, il morbo di Ledderhose, che gli impedì quasi di camminare e per la quale finì spesso sotto i ferri, segnando solamente 2 gol (contro Monza e, dal dischetto, Verona) in 14 incontri di campionato.
Dopo essere stato operato dai medici della Juventus per la prima volta nel giugno del 1998, andò in prestito per un'annata al Ravenna dove realizzò 13 gol. In questo periodo espletò anche gli obblighi di leva, guarendo completamente dalla malattia nell'ottobre del 1999 e prendendosi cinque mesi di convalescenza. Tornò così a Terni dove nel 2000-2001 disputò la miglior stagione della sua carriera, con 20 gol e 15 assist che lo fecero entrare nel cuore dei tifosi rossoverdi; in quell'annata Grabbi formò un prolifico trio d'attacco con Massimo Borgobello e Fabrizio Miccoli, portando la compagine rossoverde a sfiorare la promozione in Serie A.

#### L'esperienza inglese, l'inizio del declino
In virtù di ciò attirò le attenzioni degli inglesi del Blackburn, che ne acquistarono il cartellino nel luglio del 2001 in cambio di 22 miliardi di lire (6,7 milioni di sterline): l'acquisto, avallato dal tecnico Graeme Souness, si rivelò tuttavia un flop tanto che, secondo la stampa britannica, mai tanti soldi furono buttati «nella spazzatura»; ancora oggi è considerato uno dei peggiori trasferimenti nella storia della Premier League, campionato in cui non riuscì a incidere segnando solo 1 gol in 14 presenze e venendo dunque girato in prestito al Messina, in Serie B, nel gennaio del 2002. Neanche in Sicilia seppe riproporre la forma avuta nell'ultimo periodo a Terni, ma contribuì comunque alla conquista della salvezza grazie alla doppietta firmata, nell'ultimo turno, contro il Crotone. Rientrato in Inghilterra, Souness provò a dargli un'altra chance in Premier League ma Grabbi deluse nuovamente le aspettative: in 41 incontri tra campionato e coppe realizzò solo 5 gol e, ormai stanco di lui, nel gennaio del 2004 il Blackburn lo cedette a titolo definitivo e gratuito all'Ancona. Grabbi giustificò le sue mediocri prestazioni oltremanica con il difficile ambientamento al calcio e al clima britannico, aggiungendo anche i difficili rapporti con i suoi compagni di squadra.
Ritornato in Italia, si presentò nelle Marche completamente fuori forma e dopo un paio di mesi s'infortunò; rientrò circa un mese dopo, allenandosi a parte. Ad Ancona però, non riuscì a evitare la retrocessione della squadra in Serie B, disputando solo 7 gare a causa del succitato stop fisico. Durante il periodo anconitano, nel marzo del 2004 tornò inoltre a soffrire del morbo di Ledderhose che l'aveva già colpito in passato a Terni, e che gli provocò l'ispessimento dell'arco plantare rendendogli difficile persino solo camminare.

#### Ultimi anni
L'anno successivo, debilitato da vari problemi al ginocchio, rimane inattivo. L'11 settembre 2005 venne ingaggiato dal Genoa di Giovanni Vavassori, contribuendo alla promozione della squadra ligure tra i cadetti. Prima del match di ritorno dei play-off contro il Monza, devastato dagli infortuni che lo avevano perseguitato negli anni (ha subito 8 interventi chirurgici ai piedi), annunciò di aver preso in esame la possibilità di ritirarsi dall'attività agonistica a causa delle sue condizioni fisiche, ma di essersi poi persuaso a continuare vista l'insistenza dei tifosi, dei compagni di squadra e del presidente genoano Enrico Preziosi.
Nel gennaio del 2007 fu ceduto all'Arezzo, squadra dalla quale poi rescisse il contratto durante la successiva sessione estiva di calciomercato. Firmò quindi un accordo con il Bellinzona, compagine svizzera militante nella Challenge League, con la quale ottenne la promozione nella Super League. Al termine dell'annata 2007-2008 pose fine a una carriera costellata da troppi infortuni.
In carriera ha totalizzato complessivamente 9 presenze e 2 reti in Serie A, 30 presenze e 2 reti in Premier League, e 122 presenze e 42 reti in Serie B.

### Allenatore
Nella stagione 2009-2010 entra nello staff tecnico del settore giovanile della Juventus, diventando allenatore dei Pulcini. L'annata successiva passa gli Esordienti, mentre nel campionato 2013-2014 assume la carica di tecnico dei Giovanissimi Regionali. Dopo esserne stato vice negli anni precedenti, tra il 2019 e il 2021 è l'allenatore della squadra Under-15. Dall'estate 2021 passa a guidare la squadra Under-14. Nel corso degli anni diviene uno dei tecnici di riferimento del vivaio bianconero: in questa veste si fa apprezzare per il lavoro svolto sui giovani, sia sul piano tecnico sia soprattutto su quello umano, contribuendo alla crescita di elementi quali Moise Kean.
In seguito passa al ruolo di Technical Advisor per le squadre giovanili juventine dall'under 14 all'under 19.

## Statistiche

### Presenze e reti nei club
| Stagione         | Squadra          | Campionato       | Campionato | Campionato | Coppe nazionali | Coppe nazionali | Coppe nazionali | Coppe continentali | Coppe continentali | Coppe continentali | Altre coppe | Altre coppe | Altre coppe | Totale | Totale |
| Stagione         | Squadra          | Comp             | Pres       | Reti       | Comp            | Pres            | Reti            | Comp               | Pres               | Reti               | Comp        | Pres        | Reti        | Pres   | Reti   |
| ---------------- | ---------------- | ---------------- | ---------- | ---------- | --------------- | --------------- | --------------- | ------------------ | ------------------ | ------------------ | ----------- | ----------- | ----------- | ------ | ------ |
| 1993-1994        | Sparta Novara    | CND              | 31         | 8          | CI-D            | -               | -               | -                  | -                  | -                  | -           | -           | -           | 31     | 8      |
| 1994-1995        | Juventus         | A                | 2          | 1          | CI              | 1               | 0               | CU                 | 1                  | 0                  | -           | -           | -           | 4      | 1      |
| lug.-nov. 1995   | Lucchese         | B                | 8          | 1          | CI              | 1               | 0               | -                  | -                  | -                  | -           | -           | -           | 9      | 1      |
| nov. 1995-1996   | Chievo           | B                | 18         | 2          | CI              | -               | -               | -                  | -                  | -                  | -           | -           | -           | 18     | 2      |
| 1996-1997        | Modena           | C1               | 31         | 15         | CI-C            | 2               | 1               | -                  | -                  | -                  | -           | -           | -           | 33     | 16     |
| 1997-1998        | Modena           | C1               | 27         | 15         | CI-C            | 5               | 2               | -                  | -                  | -                  | -           | -           | -           | 32     | 17     |
| Totale Modena    | Totale Modena    | Totale Modena    | 58         | 30         |                 | 7               | 3               |                    | -                  | -                  |             | -           | -           | 65     | 33     |
| 1998-1999        | Ternana          | B                | 14         | 2          | CI              | 1               | 0               | -                  | -                  | -                  | -           | -           | -           | 15     | 2      |
| 1999-2000        | Ravenna          | B                | 29         | 13         | CI              | 5               | 1               | -                  | -                  | -                  | -           | -           | -           | 34     | 14     |
| 2000-2001        | Ternana          | B                | 34         | 20         | CI              | 3               | 1               |                    | -                  | -                  |             | -           | -           | 37     | 21     |
| Totale Ternana   | Totale Ternana   | Totale Ternana   | 48         | 22         |                 | 4               | 1               |                    | -                  | -                  |             | -           | -           | 52     | 23     |
| 2001-gen. 2002   | Blackburn        | PL               | 14         | 1          | FACup+CdL       | 2+4             | 1+0             | -                  | -                  | -                  | -           | -           | -           | 20     | 2      |
| gen.-giu. 2002   | Messina          | B                | 12         | 4          | CI              | -               | -               | -                  | -                  | -                  | -           | -           | -           | 12     | 4      |
| 2002-2003        | Blackburn        | PL               | 11         | 1          | FACup+CdL       | 2+3             | 0+1             | CU                 | 2                  | 1                  | -           | -           | -           | 18     | 3      |
| 2003-gen. 2004   | Blackburn        | PL               | 5          | 0          | FACup+CdL       | 0+1             | 0               | CU                 | 2                  | 0                  | -           | -           | -           | 8      | 0      |
| Totale Blackburn | Totale Blackburn | Totale Blackburn | 30         | 2          |                 | 12              | 2               |                    | 4                  | 1                  |             | -           | -           | 46     | 5      |
| gen.-giu. 2004   | Ancona           | A                | 7          | 0          | CI              | -               | -               | -                  | -                  | -                  | -           | -           | -           | 7      | 0      |
| 2005-2006        | Genoa            | C1               | 25         | 8          | CI              | 0               | 0               | -                  | -                  | -                  | -           | -           | -           | 27     | 0      |
| 2006-gen. 2007   | Genoa            | B                | 0          | 0          | CI              | -               | -               | -                  | -                  | -                  | -           | -           | -           | 0      | 0      |
| Totale Genoa     | Totale Genoa     | Totale Genoa     | 25         | 8          |                 | 0               | 0               |                    | -                  | -                  |             | -           | -           | 25     | 8      |
| gen.-giu. 2007   | Arezzo           | B                | 7          | 0          | CI              | -               | -               | -                  | -                  | -                  | -           | -           | -           | 7      | 0      |
| 2007-2008        | Bellinzona       | CL               | 6          | 0          | CS              | 2               | 1               | -                  | -                  | -                  | -           | -           | -           | 8      | 1      |
| Totale carriera  | Totale carriera  | Totale carriera  | 294        | 92         |                 | 33              | 8               |                    | 5                  | 1                  |             | -           | -           | 332    | 101    |

## Palmarès

### Giocatore

#### Competizioni nazionali
- Campionato italiano: 1

Juventus: 1994-1995
- Coppa Italia: 1

Juventus: 1994-1995

#### Competizioni giovanili
- Coppa Italia Primavera: 1

Juventus: 1994-1995